# Poiana Humei
Poiana Humei – wieś w Rumunii, w okręgu Neamț, w gminie Oniceni. W 2011 liczyła 248 mieszkańców.